# Monno
Monno (Mòn in dialetto camuno) è un comune italiano di 517 abitanti, della Val Camonica, provincia di Brescia in Lombardia.

## Geografia fisica

### Territorio

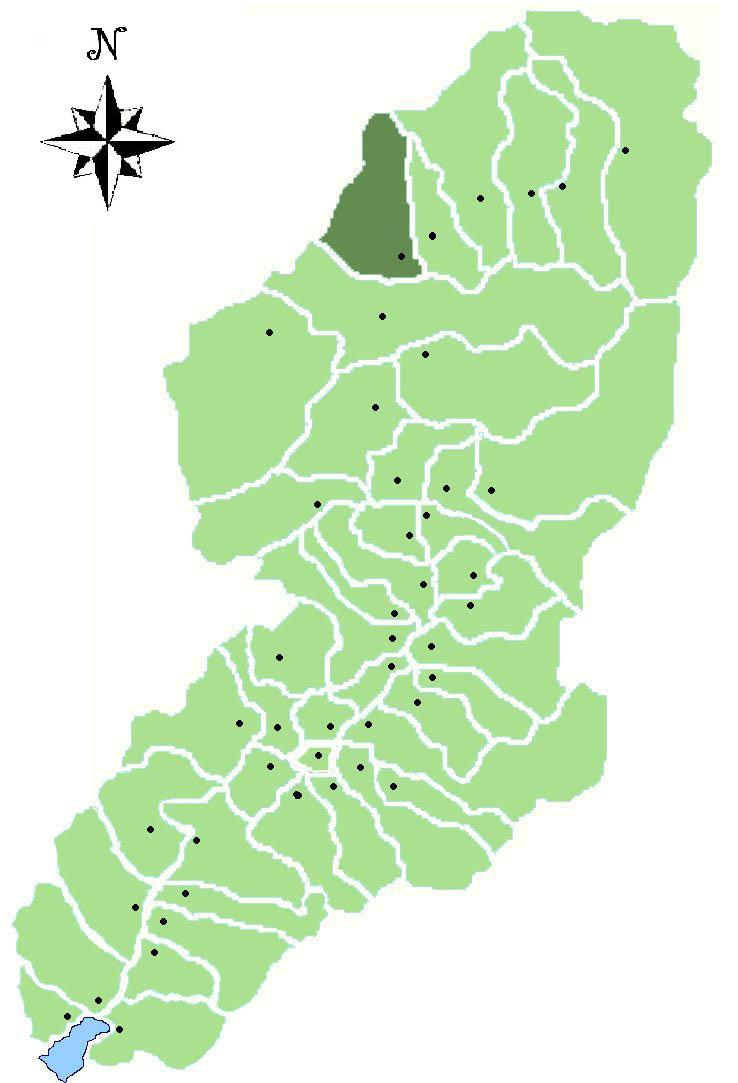
Il territorio di Monno all'interno della Val Camonica

Monno sorge lungo la strada statale 42 dir/A, che dalla Val Camonica sale al Passo del Mortirolo.

## Storia

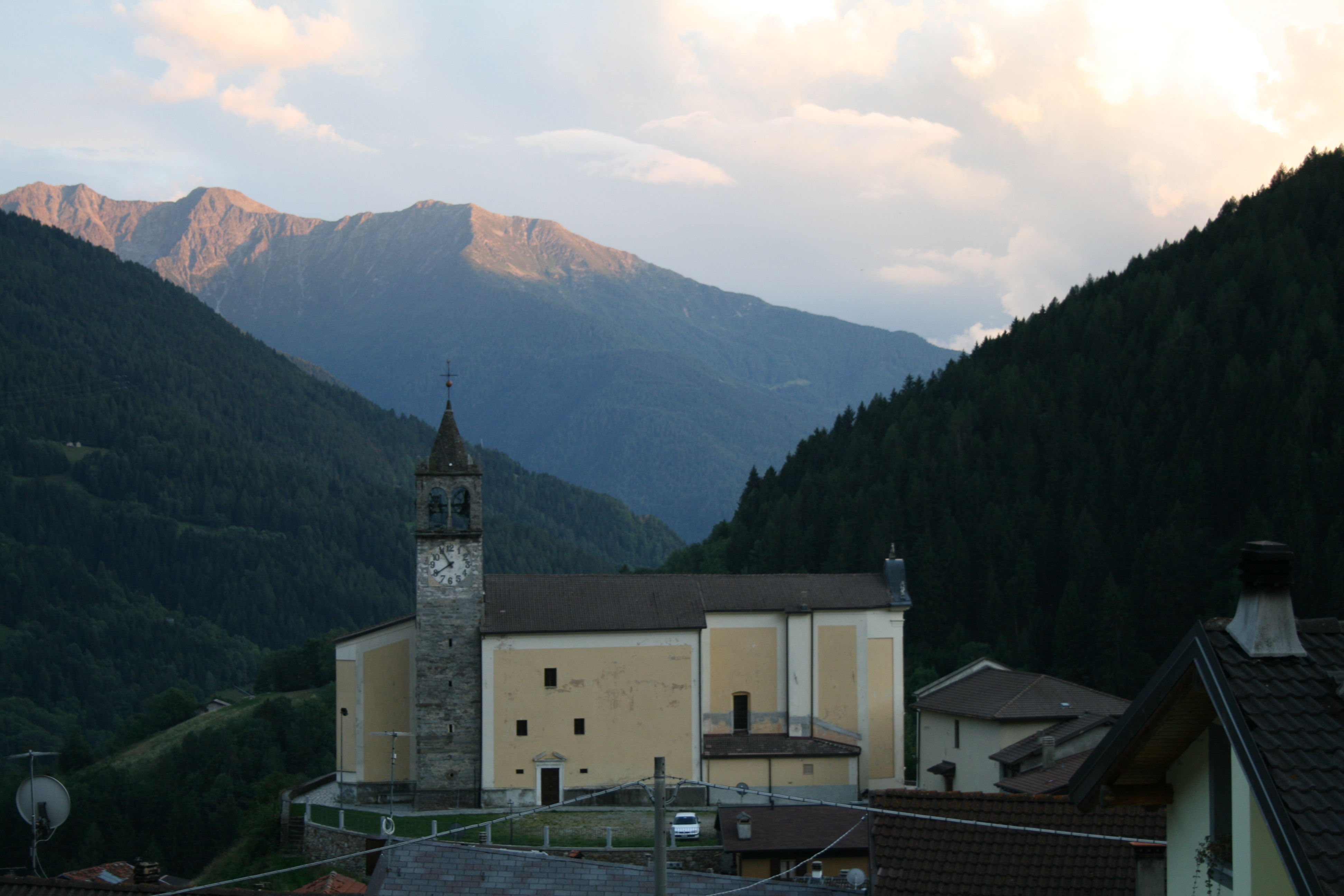
Parrocchiale di San Pietro e Paolo

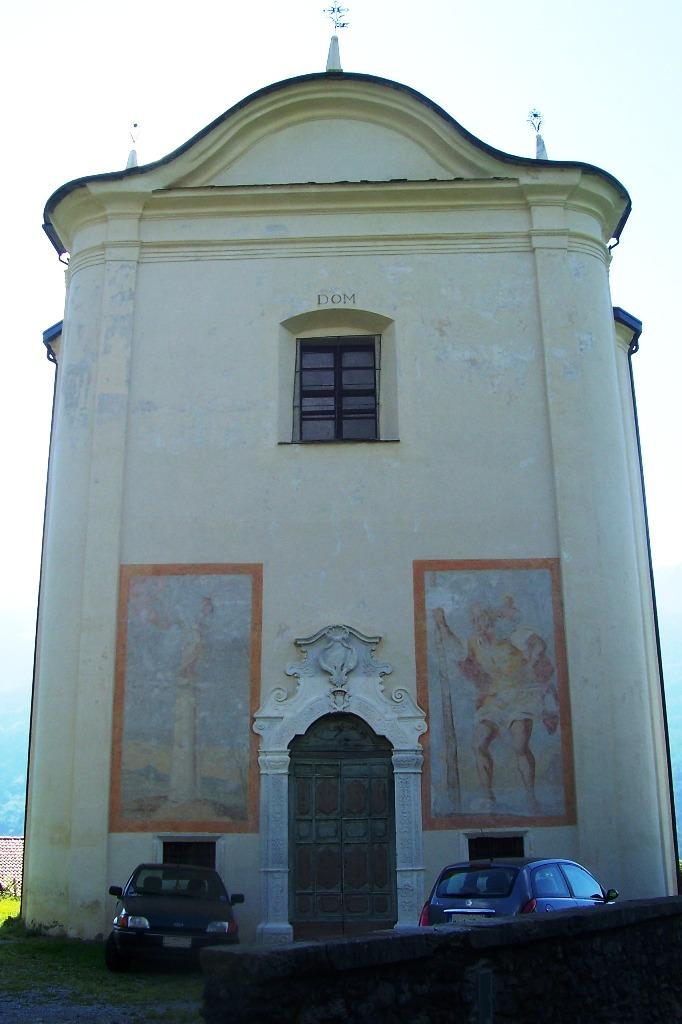
Chiesa di San Sebastiano e Fabiano, a monte dell'abitato di Monno

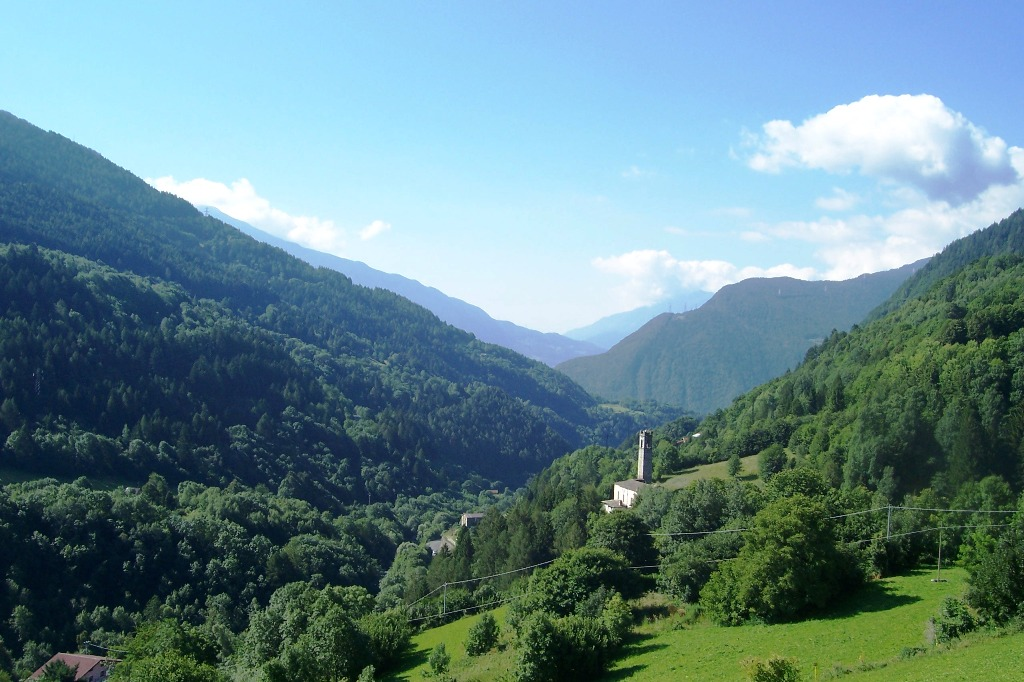
Chiesa campestre di San Brizio

Il 19 ottobre 1336 il vescovo di Brescia Jacopo de Atti investe iure feudi dei diritti di decima nei territori di Breno, Borno, Astrio, Monno e Ossimo Girardo del fu Giovanni Ronchi di Breno.
Alla pace di Breno del 31 dicembre 1397 i rappresentanti della comunità di Monno, Amone Giovanni Vranino e il notaio Bettini, si schierarono sulla sponda ghibellina.
Intorno al 1417 vengono a risiedere qui alcuni dei Federici di Gorzone
Il 17 settembre 1423 il vescovo di Brescia Francesco Marerio investe iure feudi dei diritti di decima nei territori di Monno, Cevo, Andrista, Grumello, Saviore, Cemmo, Ono, Sonico, Astrio, Malegno, Cortenedolo, Vione, Incudine e Berzo Demo a Bertolino della Torre di Cemmo .

### Feudatari locali
Famiglie che hanno ottenuto l'infeudazione vescovile dell'abitato:
| Famiglia    | Stemma | Periodo  |
| Ronchi      |        | 1336 - ? |
| Della Torre |        | 1423 - ? |

### Simboli
guelfa, finita da una cortina fortificata, merlata di tre alla guelfa, movente dal fianco destro, fondata sopra un terreno di verde, con a sinistra una catena di monti dalle cime innevate; la torre è sinistrata da un cervo passante; in capo incombe un'aquila volante e rivoltata; l'insieme accompagnato in punta da un toro arrestato e bellicoso, il tutto al naturale. Ornamenti esteriori da Comune.»
Lo stemma è privo di concessione ufficiale ed è liberamente adottato e usato dal Comune. Vi è rappresentato un panorama locale con un'aquila e un cervo ispirati dallo storico emblema della Valcamonica; il castello rimanda a quello di cui si vedevano i resti nei pressi della chiesa parrocchiale e che la leggenda vorrebbe essere stato residenza del duca pagano Amont, sconfitto in battaglia presso il vicino passo del Mortirolo da Carlo Magno nel 773, personaggio da cui si ipotizza sia derivato il nome del paese. Il toro allude all'allevamento bovino, tradizionale attività degli abitati montani.
Il gonfalone è un drappo di azzurro.

## Monumenti e luoghi d'interesse

### Architetture religiose
Le chiese di Monno sono:
- Parrocchiale di San Pietro e Paolo, sorta sulle rovine di un'antica costruzione quattrocentesca. Il portale è in marmo di Vezza, datato 1629. Nel 1895, Antonio Guadagnini dipinse nell'abside l'Annunciazione con nei pennacchi i quattro Evangelisti.[11]
- Oratorio di San Francesco, di struttura seicentesca, era stato adibito a sala cinematografica.
- Chiesa di san Sebastiano e Fabiano, sorta su struttura più antica, riporta "DOM Ss Martiribus Fabiano et Sebastiano - 1781".
- Chiesa di San Brizio, sul lato destro riporta "...questa zezia fece fabbricare re Carlo, al tempo che lui andava combattendo per la fede e P.P. Urbano li concesse 900 anni di indulgenza e sette Vescovi, li quali erano in sua compagnia, li concesse 40 dì di Indulgenza per cadauno. E questa perdonanza zè ogni venerdì, e la festa di S. Britio Patron della detta Zezia, etiam nelle feste di Santa Maria. Completum fuit hoc opus mense septem die 6, 1480. Restauratam fuit 1657." All'interno un loggiato sostenuto da colonne in marmo di Vezza.

### Architetture militari
- Castello di Monno: di possesso della famiglia Federici e successivamente alla locale famiglia Corata, che si estinse senza eredi nel 1733. Non ne rimangono tracce, escluso un probabile basamento dello stesso nelle murature di sostegno della parrocchiale e due finestrelle sagomate riutilizzate nella costruzione del campanile. Una rappresentazione è rimasta all'interno della chiesa in un ex voto seicentesco.[12]
- Cannoniera della prima guerra mondiale posta sulla sommità del monte Pagano e rappresentavano una difesa delle retrovie in caso di sfondamento delle linee da parte dell’esercito austriaco

### Luoghi di interesse naturalistico
- La conca del Mortirolo:

## Società

### Evoluzione demografica
Abitanti censiti

### Tradizioni e folclore
Gli scütüm sono nei dialetti camuni dei soprannomi o nomignoli, a volte personali, altre indicanti tratti caratteristici di una comunità. Quello che contraddistingue gli abitanti di Monno è Gàcc (gatti).
- Settimana Santa. Negli ultimi tre giorni di festa i giovani, prima delle sacre funzioni, girano per il paese suonando i còrign, in segno di lutto per la morte di Gesù.[15]
- 1º novembre, Ognissanti. Era consuetudine dare al gabinàt (da tedesco Gaben Nacht, notte dei doni): castagne lesse (téteghe) e pani speciali bek e canàoi, che i bambini chiedevano alle varie famiglie.[16]
- 2 novembre, Commemorazione dei defunti. Secondo l'usanza si lasciava ardere il ceppo del camino per scaldare i morti.[16]
- Cucina Un piatto tipico monnese sono i "Calsuncèi ", grossi gnocchi ripieni conditi con del burro fuso e formaggio grana.
- Tipici di Monno sono le "Piöde", "Gnòc de patàpe crüe ":gnocchi appiattiti fatti appunto con patate e farina conditi con burro e formaggio.

## Amministrazione
| Periodo        | Periodo        | Primo cittadino    | Partito      | Carica  | Note |
| -------------- | -------------- | ------------------ | ------------ | ------- | ---- |
| 24 aprile 1995 | 14 giugno 1999 | Claudio Caldinelli | lista civica | Sindaco |      |
| 14 giugno 1999 | 14 giugno 2004 | Adele Caldinelli   | CCD          | Sindaco |      |
| 14 giugno 2004 | 8 giugno 2009  | Ugo Melotti        | lista civica | Sindaco |      |
| 8 giugno 2009  | 27 maggio 2019 | Roberto Trotti     | lista civica | Sindaco |      |
| 27 maggio 2019 | in carica      | Romano Caldinelli  | lista civica | Sindaco |      |

### Unione di comuni
Monno fa parte dell'Unione Comuni dell'Alta Valle Camonica, assieme ai comuni di Ponte di Legno, Vione, Vezza d'Oglio, Incudine e Temù.

L'unione di comuni, che ha sede a Ponte di Legno, è stata creata il 30 ottobre 2000, ed ha una superficie di circa 284,10 km².